# Sondertal und Talgraben bei Bad Wildungen
Sondertal und Talgraben bei Bad Wildungen este o arie protejată (arie specială de conservare — SAC, sit de importanță comunitară — SCI) din Germania întinsă pe o suprafață de 62,51 ha, integral pe uscat.

## Localizare
Centrul sitului Sondertal und Talgraben bei Bad Wildungen este situat la coordonatele 51°05′46″N 9°06′04″E / 51.0961°N 9.1011°E.

## Înființare
Situl Sondertal und Talgraben bei Bad Wildungen a fost declarat sit de importanță comunitară în aprilie 1999 pentru a proteja 3 specii de animale. Situl a fost protejat și ca arie specială de conservare în martie 2008.

## Biodiversitate
Situată în ecoregiunea continentală, aria protejată conține 5 habitate naturale: Liziere de ierburi înalte hidrofile de câmpie și de nivel montan până la alpin, Păduri de fag Luzulo-Fagetum, Păduri de fag Asperulo-Fagetum, Păduri pe pante, grohotișuri și ravene de Tilio-Acerion, Păduri aluvionare cu Alnus glutinosa și Fraxinus excelsior (Alno-Padion, Alnion incanae, Salicion albae).
La baza desemnării sitului se află mai multe specii protejate:
- păsări (2): ciocănitoarea de stejar (Dendrocopos medius), ciocănitoare neagră (Dryocopus martius)
- nevertebrate (1): phengaris nausithous (Maculinea nausithous)

Pe lângă speciile protejate, pe teritoriul sitului au mai fost identificate 2 specii de plante, 5 specii de amfibieni, 3 specii de nevertebrate.